# Meno Simons
Meno Simons (1496 – 31. januar 1561) bio je rimokatolički sveštenik iz Frislandske regije u Niskim zemljama koji je postao uticijni anabaptistički religiozni lider. Simons je bio savremenik protestantskih reformatora i po njemu su njegovi sledbenici postali poznati kao Menoniti.
„Meno Simons” je holandska verzija njegovog imena; frizijska verzija je Mine Simens, pri čemu posesivno „s” stvara patronim sa značenjem „Mine, sin Simena” (cf. engleska porodična imena poput Viliams i Rodžers).

## Biografija

### Detinjstvo i mladost
Meno Simons je rođen 1496. godine u Vitmarsumu, Frisland, Sveto rimsko carstvo. O njegovom detinjstvu i porodici se zna veoma malo, osim da je odrastao u siromašnom seoskom okruženju. Ime njegovog oca bilo je Simon, a Simons je bio patronim, i da je imao brata po imenu Piter.
Simons je odrastao u razočaranoj ratom razorenoj zemlji. Frisland je bio opustošen ratom u kasnom 15. i početkom 16. veka. Vojnici Landsknehta harali su frizijskom zemljom 1490-ih kako bi prisilili „slobodne” Frižane da prihvate vojvodu Saksonije-Mejsena za svog poglavara države. Vojvoda je bio guverner Holandije u ime Habsburške porodice. Jedan od dušmana Habsburga, vojvoda od Geldersa, napao je Frisland 1515. godine i pokorio polovinu teritorije. Saksonija je drugu polovinu ustupila Habsburgzima. Frizijci su pokušali da povrate svoju slobodu, ali bili su previše slabi i na kraju su prihvatili carsku vlast habsburškog cara Karla V.
Simons je naučio latinski i neki grčki jezik, i o latinskim crkvenim očevima je učio tokom svoje obuke za svešteništvo. On nikada nije pročitao Bibliju, bilo pre ili tokom obuke za svešteništvo, iz bojazni da će ona negativno uticati na njega. Kada se kasnije osvrtao na taj period u svom životu, sebe je nazvao glupim.

### Rimokatolička crkva
Zaređen je za rimokatoličkog sveštenika 1515. ili 1516. godine u Utrehtu. Potom je postavljen za kapelana u selu svog oca Pingjumu (1524).
Oko 1526. ili 1527. godine, pitanja vezana za doktrinu transupstancijacije naterala su Meno Simonsa da započne ozbiljnu i dubinsku pretragu Svetog pisma, za koje je priznao da nije ranije proučavao, mada je bio sveštenik. U to vreme stigao je do onoga što su neki nazvali „evangelistička humanistička” pozicija.
Posle smrti svog brata Pitera, Meno je doživeo duhovnu i mentalnu krizu. Rekao je da se „sa uzdasima i suzama molio Bogu da meni, ožalošćenom grešniku, dar blagodati Svoje, stvori u meni čisto srce, i milostivo kroz zasluge grimizne krvi Hristove, milostivo oprosti mi nečisti hod i život neispravan...“

### Anabaptisti
Meno Simons je odbacio katoličku crkvu i sveštenstvo 12. januara 1536. opredeljujući se za anabaptiste. Tačan datum njegovog novog krštenja nije poznat, ali je verovatno kršten ubrzo nakon što je napustio Vitmarsum početkom 1536. Do oktobra 1536. njegova veza sa anabaptizmom je bila dobro poznata, jer su tog meseca uhapšeni Herman i Gerit Jans, optuženi i odrubljene su im glave, jer su pružili utočište Simonsu. On je rukopoložen oko 1537. od strane Obe Filipsa. Obe i njegov brat, Dirk Filips, bili su među miroljubivim učenicima Melhiora Hofmana (radikalniji od Hofmanovih sledbenika su učestvovali u Minsterskoj pobuni). Hofman je bio taj koji je uveo prvu samoodrživu anabaptističku kongregaciju u Holandiji, kada je predavao i praktikovao krštenje vernika u Emdenu u Istočnoj Friziji. Meno Simons je odbacio nasilje koje je zagovarao pokret iz Minstera, verujući da to nije biblijsko. Njegova teologija je bila usredsređena na odvajanje od ovoga sveta, a krštenje pokajanjem je to simbolisalo.
Dvadeset pet godina nakon svog odricanja od katoličanstva, Meno je umro 31. januara 1561. u Vustenfeldu, Holštajn, i bio je sahranjen u svojoj bašti. On je bio oženjen ženom po imenu Gertruda i imali su najmanje troje dece, dve ćerke i sina.

## Teologija
Uticaj Meno Simonsa na anabaptizam u Niskim zemljama bio je toliko veliki da je baptistički istoričar Vilijam Estep predložio da se njihova istorija podeli na tri perioda: „pre Menoa, pod Menom i posle Menoa”. Meno je posebno značajan zbog svog dolaska u anabaptistički pokret na severu u njegovim najtežim danima, i pomažući ne samo da se on održi, već i da se uspostavi kao održiv pokret radikalne reformacije.

### Ekskomunikacija
Girolimon (1995) poredi učenja Meno Simonsa sa učenjima protestantskog reformatora Džona Kalvina (1509–64), fokusirajući se na pitanje ekskomunikacije. Ova teološka analiza naglašava oštre suprotnosti između dvojice vođa na četiri osnovna principa: o postupcima koji vode do ekskomunikacije, o ozbiljnosti sankcija za izopštenika, o obnavljanju pojedinca koji se kaje i o građanskoj kazni. Kalvin i Meno, svaki vođa različitog krila reformacije, obojica su verovali da je ovaj ekstremni oblik discipline od suštinskog značaja za funkciju crkve u društvu, slažući se o osnovnim postavkama za ekskomunikaciju, kako je to izraženo u Novom zavetu. Meno je, međutim, zamišljao primenu ukora kao proces koji sprovodi celo crkveno telo protiv svakog greha; Kalvin je rezervisao ekskomunikaciju za posebno teške prestupe koje su identifikovali Društvo pastora i Konzistorija. Između ostalih neslaganja, Kalvin je odobrio građansko kažnjavanje za određene oblike neortodoksnosti, dok je Menno zagovarao strogo odvajanje crkve od države. Najdublje su se razlikovali u stavovima o tome zašto je crkvena disciplina neophodna. Simons je video ljudsku savršenost kao dostižnu nakon obraćenja, dok je Kalvin naglašavao avgustinovsku teologiju ljudske izopačenosti.

## Radovi
- Van de Geestlijke Verrijsenisse (ca. 1536; The Spiritual Resurrection)
- De nieuwe Creatuere (ca. 1537; The New Birth)
- Christelycke leringhen op den 25. Psalm (ca. 1538; Meditation on the Twenty-Fifth Psalm)
- Why I Do Not Cease Teaching and Writing (1539)
- Dat Fundament des Christelycken leers (1539–40; Foundation of Christian Doctrine)[15]

## Literatura
- Dutch Anabaptism: Origin, Spread, Life and Thought (1450–1600), by Cornelius Krahn
- The Anabaptist Story: An Introduction to Sixteenth-Century Anabaptism, by William Roscoe Estep  0-8028-0886-7
- The Complete Writings of Menno Simons..., translated by Leonard Verduin and edited by John C. Wenger, with a biography by Harold S. Bender  0-8361-1353-5
- „Menno Simon's Renunciation of the Church of Rome”. Архивирано из оригинала 19. 5. 2007. г. Приступљено 13. 4. 2007.
- Carroll, J. M. (1931). The Trail of Blood: Following the Christians Down Through the Ages, or, the History of Baptist Churches from the Time of Christ, Their Founder, to the Present Day. Lexington, KY: Ashland Avenue Baptist Church. 56 p. + fold. chart. Without ISBN
- Dyck, Cornelius J (1967), An Introduction to Mennonite History, Scottdale, PA: Herald Press, ISBN 0-8361-1955-X.
- Estep, William R (1963), The Anabaptist Story, Grand Rapids, MI: William B Eerdmans, ISBN 0-8028-1594-4.
- Hoover, Peter (2008). The Mystery of the Mark: Anabaptist Mission Work Under the Fire of God. Mountain Lake, MN: Elmendorf Books. ISBN 978-1-5172-5504-6.
- Klaassen, Walter (1973), Anabaptism: Neither Catholic Nor Protestant, Waterloo, ON: Conrad Press.
- Klager, Andrew P. (2010). „Balthasar Hubmaier's Use of the Church Fathers: Availability, Access and Interaction”. Mennonite Quarterly Review. 84 (1): 5—65. Gale A220412887.
- Klager, Andrew P. (2011). Truth is immortal: Balthasar Hubmaier (c. 1480–1528) and the Church Fathers (PhD). University of Glasgow.
- Knox, Ronald (1950). Enthusiasm: a Chapter in the History of Religion, with Special Reference to the XVII and XVIII Centuries..  Oxford, Eng.: Oxford University Press, 1950. viii, 622 p.
- Marpeck, Pilgram (1978),  Klassen, William; Klassen, Walter, ур., Covenant and Community: The Life, Writings, and Hermeneutics, Scottdale, PA: Herald.
- Packull, Werner O. (1977). Mysticism and the Early South German-Austrian Anabaptist Movement, 1525–1531. Herald Press. ISBN 978-0-8361-1130-9.
- Packull, Werner O (1995), Hutterite Beginnings: Communitarian Experiments During the Reformation, Baltimore, Maryland: The Johns Hopkins University Press, ISBN 0-8018-6256-6.
- Stayer, James M (1994) [1991], The German Peasants' War and Anabaptist Community of Goods, Montréal: McGill-Queen's Press, MQUP, ISBN 0-7735-0842-2.
- van Braght, Thieleman J (1950) [1938], Martyrs Mirror, Scottdale, PA: Herald Press, ISBN 978-0-8361-1390-7.
- Williams, George Hunston (2000) [1962], The Radical Reformation (3rd изд.), Truman State University Press, ISBN 0-664-20372-8.

## Spoljašnje veze
- Dr Victor Shepherd (2001). „Chapter 10: Menno Simons (1496 - 1561)”. Witnesses to the Word. Toronto: Clements Pub. ISBN 1-894667-00-X. Архивирано из оригинала 5. 2. 2007. г.